# ONE PIECEの世界における年表
ONE PIECEの世界における年表（ワンピースのせかいにおけるねんぴょう）では、漫画『ONE PIECE』における架空の出来事を、年表形式に掲載する。
作中では、過去に「天暦（てんれき）」や「海円暦（かいえんれき）」という暦が使用されているが、ストーリー上の現在、どのような暦が使われているかは不明であるため、出来事を「○○年前」という形式で記述する。また、作中では「サバイバルの海 超新星（ルーキー）編」（単行本第1巻 - 第61巻）と「最後の海 新世界編」（単行本第61巻 - ）の間に2年が経過しているが、本稿では新世界編を「現在」とし、超新星編で判明した出来事については、2年を足して記載する。

## 大海賊時代以前

### 900年以上前
約5000年前
- オハラに「全知の樹」が生まれる[1]。

約4000年前
- アルバーナ宮殿建設[2]。

3000年以上前
- エルバフに高度な科学力を持つ施設が建設される[3]。

1100年以上前
- 海円暦402年、古代都市シャンドラが栄える[4]。

1000年以上前
- シャンドラに「生け贄の祭壇」建設[5]。
- 象主[6][7]誕生。

約1000年前
- ゾウでミンク族の歴史が始まる[6]。

### 900年前 - 800年前（空白の100年）
- 約900年前、ジョイボーイが誕生し[8]、「空白の100年」が始まる[9]。
- ジョイボーイが、当時の人魚姫に、魚人島との約束を破ったことへの謝罪文を宛てる[10]。
- 天月トキ誕生[11]。
- エメトが造られる[12]。
- 古代兵器の影響で世界中の海面が200m上昇する[13]。
- 当時のエルバフの子供がハーレイの壁画を描く[14]。

### 800年前 - 100年前
約800年前
- 「空白の100年」が終わりを迎える[15]。
- ワノ国の「光月一族」によって「歴史の本文（ポーネグリフ）」が作られ[16]、ネフェルタリ・D・リリィによって世界中にばら撒かれる[17]。
- 「歴史の本文」を守るために戦った古代都市シャンドラが滅びる[4][18]。
- 「歴史の本文」に見られる「巨大な王国」が連合国により滅亡[15]。20人の王によって世界政府が創られる[19]。
  - アラバスタのネフェルタリ家を除く19の王族がマリージョアに移住。後に天竜人と呼ばれるようになる[19]。
  - マリージョアに移住したドンキホーテ一族に代わり、リク一族がドレスローザの新たな王となる[19]。
    - 当時のリク王がトンタッタ族と物資を提供する契約を交わす（ドレスローザに「妖精伝説」が定着するようになる）[20]。
- 司法の島エニエス・ロビーが完成[21]。

約700年前
- 世界各地にて、島と島とをつなぐ巨大建造物の建設が始まる[22]。

約659年前
- オーズ[23]誕生。

約500年前
- 魔人オーズが氷の国で凍死（159歳没）[24][23]。

約460年前
- ルブニール王国にて「樹熱」が広まり、猛威を振るう。しかしその数十年後、南の海の植物学者により特効薬が発見される[25]。

435年前
- 海円暦1089年、カルガラ[26][27]、モンブラン・ノーランド[28][27]誕生。

408年前
- ヤルル誕生[29]。

407年前
- ヨルル誕生[29]。

404年前
- 海円暦1120年6月21日、モンブラン・ノーランドの探索船がヴィラを出港[30][27]。

402年前
- 海円暦1122年5月21日、ノーランド（当時33歳）の探索船がジャヤに到着。島の疫病「樹熱」を撲滅させ、土地の住民と懇意になる[25][27]。

約400年前
- モンブラン・ノーランドがドレスローザを訪れ、トンタッタ族と共に敵を討つ[31]。

398年前
- 海円暦1126年（下項より1年前）、ジャヤ島の一部が、「突き上げる海流」に乗せられて空島・スカイピアに到達。空の者と先住民であるシャンディアとの戦いが始まる[32][27]。

397年前
- 海円暦1127年11月16日、ノーランドがルブニール国王・兵士を伴って2度目のジャヤ島上陸を果たすが、黄金郷は発見できず[32][27]。

396年前
- 神の軍団との戦いでカルガラが戦死する（39歳没）[26][27]。
- 海円暦1128年（2度目のジャヤ上陸より半年後）、ノーランドが「虚言の大罪」で処刑される（39歳没）[32][28][27]。

約300年前
- 詳細は不明だが、この時代ジェルマ王国に66日だけの栄華があったことをジャッジが示唆している[33]。

210年前
- 探索船「セントブリス号」が、南の海のブリス王国より「偉大なる航路」に向け出港[34]。

約200年前
- ローグタウンの武器屋「ARMS SHOP」が創業[35]。
- 世界政府が魚人島との交友を発表する[36]。リュウグウ王国が世界政府の加盟国になり[37]、「世界会議」に出席する[38]。
- グリーンビット周辺に闘魚が棲みつくようになり、人の往来が途絶える[39]。
- 伝説の鉄の巨人エメトが聖地マリージョアを襲撃する[12]。

188年前
- 八茶[40]誕生。

160年前
- ドリー[41]、ブロギー[41]、モーリー[42]誕生。

156年前
- カーシー[43]誕生。

153年前
- オイモ[43]誕生。

143年前
- カルメル[29]誕生。

141年前
- くれは[44]誕生。

127年前
- ハグワール・D・サウロ[45]誕生。

120年前
- スルメ[46]誕生。

約116年前
- フレバンスで珀鉛産業が始まる。世界政府は地質調査により珀鉛が有毒であることを把握していたが、政府とフレバンスの王族は珀鉛の生み出す巨万の富に目が眩み、この事実を隠蔽する[47]。

113年前
- カルメル（当時30歳）が孤児売りを始める[48]。

107年前
- クラウ・D・クローバー[45]誕生。

105年前
- 黒炭ひぐらし[49]誕生。

103年前
- 黒炭せみ丸[49]誕生。

102年前
- ドリーとブロギー（共に当時58歳）が巨兵海賊団を解散し、リトルガーデンにて決闘を始める[41]。

100年以上前
- インペルダウンに収監されたモーリーが、LEVEL5とLEVEL6の間に能力で空間を作り上げ、後に脱獄する[42]。

### 100年前 - 50年前
100年前
- 約100年前、有毒のダニ・ケスチアの絶滅が確認される[50]。
- シスター・カルメル（当時43歳）がエルバフに潜入するため海軍と結託し、巨兵海賊団残党の処刑を阻止する芝居を打つ[29][48]。
  - 後にカルメルは「聖母（マザー）」と呼ばれるようになり、エルバフに孤児院「羊の家」を開く[29]。カルメルの斡旋により、後にジョン・ジャイアントが巨人族として初めて海兵となる[48]。

99年前
- サンファン・ウルフ[51]誕生。

97年前
- ハレダス[23]誕生。

92年前
- シュトロイゼン[52]誕生。

90年前
- ブルック[53]誕生。

82年前
- ハレダス（当時15歳）が天候の科学に没頭する[23]。

81年前
- スタンセン[54]、ハイルディン[55]、光月スキヤキ[27][注 1]、霜月コウ三郎[49]誕生。

80年前
- リプリー[57]誕生。

79年前
- センゴク[58]、アマゾン[28]誕生。

78年前
- モンキー・D・ガープ[58]、シルバーズ・レイリー[58]、チンジャオ[59]誕生。

77年前
- ゴール・D・ロジャー[58]、トム[45]誕生。

76年前
- つる[58]、バッキン[7]、コニー[60]誕生。

75年以上前
- ブエナ・フェスタ[61]誕生。

75年前
- ブードル[62]、ヒルルク[63]、ゲルズ[64]誕生。

74年前
- エドワード・ニューゲート、ゼファー[65]誕生。

73年前
- クロッカス[66]誕生。

72年前
- ココロ[45]、リトルオーズJr.[67]誕生。

71年前
- 霜月康イエ[68]誕生。

70年前
- ネプチューン[46]、ラオG[69]、ヒョウ五郎[70]、霜月牛マル[49]誕生。

69年前
- オニ丸[56]誕生。

68年前
- ガン・フォール[28]、シャーロット・リンリン[71]誕生。

67年前
- 人工空島ウェザリアが完成[23]。
- ゼフ[72]誕生。

66年前
- 人工空島ウェザリアが世界中の天候の記録を取り始める[23]。
- スパンダイン[73]誕生。

65年前
- シャンディア酋長[26]、雨月てんぷら[49]、ベガパンク[74]誕生。

64年前
- シャクヤク[75]、風月おむすび[49]誕生。

63年前
- ビッグ・マム関連の出来事
  - リンリン（当時5歳）が故郷に大きな被害を与えたため国外追放され、両親によりエルバフに置き去りにされる。その後マザー・カルメル（当時80歳）に拾われ、「羊の家」に身を寄せる[29]。
  - 10か月後、冬至祭前の断食中にリンリンが「食いわずらい」を発症し、エルバフの村を破壊する[29]。ヨルル（当時344歳）がリンリンに返り討ちにされ、死亡する[48]。
  - リンリンを庇ったカルメルはエルバフを後にし、新たな地に「羊の家」を開く。リンリンの6歳の誕生日パーティーの最中に、リンリン以外の「羊の家」の子供達とカルメルが失踪する[48]。
    - 失踪事件の真相がエルバフや各地の巨人族に伝わり、リンリンは世界中の巨人族から嫌悪される存在となる[76]。

  - リンリンが「ソルソルの実」の能力を使えるようになる[76]。リンリンとシュトロイゼン（当時29歳）が出会い、後のビッグ・マム海賊団を立ち上げる[76]。
- 生まれたばかりのロキがエルバフ王家に仕える「幸運の馬」を殺す[77]。
- トンジット[45]、ロキ[29]、ロード[29]、ゴールドバーグ[29]誕生。

62年前
- ロキの母親が死亡[77]。
- リュウグウ王国左大臣[46]、デン[46]誕生。

61年前
- ジョーラ[69]、福ロクジュ[56]誕生。

60年前
- ゼファー（当時14歳）が海軍学校に入学[65]。（『ONE PIECE FILM Z』）
- フィッシャー・タイガー[46]、リク・ドルド3世[59]誕生。

59年前
- カイドウ[40]、光月おでん[78]誕生。
- おでんが乳母を投げ飛ばす事件を起こす[78]。

58年前
- ヒグマ[62]、ボルサリーノ[65]誕生。

57年前
- おでん（当時2歳）が兎を二羽同時に捕獲する俊足を示す[78]。
- エリザベローII世[59]誕生。

56年前
- センゴク（当時23歳）、ガープ（当時22歳）、つる（当時20歳）、ゼファー（当時18歳）が海軍に入隊[79][65]。
- ブランニュー[80]、錦えもん[80][注 2]、ヴィンスモーク・ジャッジ[43]、アシュラ童子[82]、サイエン（クイーン）[40]誕生。

55年前
- おでん（当時4歳）が大岩を投げ熊を撃破する[78]。霜月コウ三郎から「閻魔」を貰う[83]。
- 霜月コウ三郎、霜月フリコら25人がワノ国を違法出国する[84][85][83]。
- モンキー・D・ドラゴン[86]、ニコ・オルビア[45]、サカズキ[65]、ロズワード聖[79]、カーリー・ダダン[67]、リュウグウ王国右大臣[46]、シーザー・クラウン[27][注 3]、雷ぞう[70][注 2]、お鶴[70]誕生。

54年前
- パガヤ[28]、ブルージャム[23]、イッショウ[79]、黒炭カン十郎[27][注 4][注 2]、黒炭オロチ[56]誕生。

53年前
- おでん（当時6歳）が遊郭に入り浸り城の金を使い込む[78]。
- ロキ（当時10歳）が冥界の猛獣達を村へ解き放つ[77]。
- ラブーン[63]、Tボーン[73]、アンド[73]、エンポリオ・イワンコフ[51]、モルガンズ[43]誕生。

52年前
- ルンバー海賊団が「偉大なる航路」に入り、クジラのラブーンを双子岬のクロッカスに預ける[53]。
  - 船長ヨーキが未知のウイルスに感染し離脱[53]。ブルックが船長代理になる[88]。
  - ルンバー海賊団が壊滅。ブルック死亡（38歳没）[89]。「ヨミヨミの実」で魂として蘇り、自分の肉体を求めて「魔の三角地帯」を彷徨う[90]。
- オイモ（当時101歳）とカーシー（当時104歳）がドリーとブロギーを探しに海へ出る。途中で海軍に捕まり、エニエス・ロビーの門番になる[91]。
- この頃、ロジャー（当時25歳）がルーキーとして名を馳せる[92]。
- コウ三郎たちの一団が「東の海」に渡り、「シモツキ村」を作る[85][83]。
- スクアード[67]、マッハバイス[69]誕生。

51年前
- ブルックが自分の肉体を発見するが、既に白骨化していたため、ガイコツの姿で復活[93]。
- おでん（当時8歳）が酒の勢いで博徒達相手に大喧嘩を起こす[78]。
- コウシロウ[62]、ドロフィー（ミス・メリークリスマス）[94]、ヘラクレスン[23]、ジニー誕生。

### 50年前 - 24年前
50年前
- ビッグ・マム（当時18歳）がこの年から約42年間毎年子供を産み続ける[71][95]。
- おでん（当時9歳）がヤクザ達のブラックリストに載り、賭場を出入り禁止になる[78]。
- この頃、フェスタ（当時20代後半）が様々な祭りを仕掛ける[61]。（『ONE PIECE STAMPEDE』）
  - やがてフェスタ（当時20代後半 - 40代半ば）は「戦争」を仕掛けるようになり、表の世界では「祭り屋」、裏の世界では「戦争仕掛け人」と呼ばれるようになる[61]。（『ONE PIECE STAMPEDE』）
- ベン・ベックマン[62]、イガラム[63]、ネフェルタリ・コブラ[63]、ゲッコー・モリア[96]、シャーロット・ペロスペロー[97]誕生。

49年前
- おでん（当時10歳）とヤクザとの間に抗争が起き、おでんが暴行傷害事件で逮捕される[78]。
- クザン[65]、トレーボル[69]、シャーロット・コンポート[98]、しのぶ[70]誕生。

48年前
- ゲンゾウ[86]、バス[73]、モモンガ[73]、パウンド[43]、シャーロット・カタクリ[99]、シャーロット・ダイフク[99]、シャーロット・オーブン[99]誕生。

47年前
- ジニー（当時4歳）が世界貴族の奴隷となる[100]。
- ヤソップ[62]、バーソロミュー・くま[96]、ホグバック[23]、ウルージ[101]、マゼラン[51]、ビスタ[67]、カラス[102]、シャーロット・モンデ[98]、シャーロット・アマンド[98]、シャーロット・アッシュ[98]、シャーロット・エフィレ[98]、傳ジロー[70]、アルベル（キング）[40]誕生。

46年前
- カイドウ（当時13歳）がウォッカ王国から逃亡し、7000万ベリーの懸賞金を懸けられる[103]。
- クロコダイル[96]、ジェリー[73]、ジンベエ[96]、オトヒメ[46]、アラディン[46]、タマゴ男爵[104]、セニョール・ピンク[69]、シャーロット・オペラ[98]、シャーロット・カウンター[98]、シャーロット・カデンツァ[98]、シャーロット・カバレッタ[98]、シャーロット・ガラ[98]誕生。

45年前
- カタクリ（当時3歳）、ドーナツをほおばりすぎて口が裂ける[52]。
- おでん（当時14歳）が川を曲げて都に水を流し、大洪水を引き起こす。その後、海外へ逃亡を図るが失敗する[78]。
- ガイモン[86]、ヤマ[26]、マルコ[67]、イゾウ[70]、トルコ（ニセフランキー）[105]、チャドロス・ヒゲリゲス（茶ひげ）[80]、ディアマンテ[69]、シャーロット・クラッカー[97]、シャーロット・カスタード[98]、シャーロット・エンゼル[98]、雷刃[56]、風刃[56]、猿飛[56]、ダグラス・バレット[61]誕生。
- バレット（当時0歳）が母親に捨てられ、軍事国家「ガルツバーグ」の軍隊「ガルツフォース」に拾われる[61]。（『ONE PIECE STAMPEDE』）

44年前
- おでん（当時15歳）が都の女達をさらい、ハーレムを築き上げる。おでんと怒った男達の間で乱闘が起きる（通称「ハーレムの乱」）[78]。
- カイドウ（当時15歳）がロックス海賊団に入団する[103]。
- モーガン[62]、クリーク[106]、シリュウ[51]、キュロス、シャーロット・ズコット[98]誕生。

44年前 - 37年前
- 少年兵バレット（当時1歳 - 8歳）が次々と武勲を上げる[61]。（『ONE PIECE STAMPEDE』）

43年前
- カタクリ（当時5歳）が「モチモチの実」の能力者となる[52]。
- くま（当時4歳）とその家族が天竜人の奴隷になる[100]。
- ジュラキュール・ミホーク[96]、モンブラン・クリケット[28]、シャーロット・ブリュレ[98]、シャーロット・ブロワイエ[98]、風影[56]、ステラ[107]誕生。

42年前
- ブードル（当時33歳）が、海賊に襲われた町の跡地に「オレンジの町」の再建を開始[108]。
- シャクヤク（当時22歳）が海賊稼業から足を洗う[109]。
- カビル[73]、カポネ・ベッジ[101]、ジョズ[67]、アバロ・ピサロ[51]、ゲルニカ[110]、オオロンブス[55]、シャーロット・ヌストルテ[98]、シャーロット・バスカルテ[64]、シャーロット・ドスマルシェ[98]、菊の丞[68][注 2]、大黒[56]、半ぞう[56]誕生。

41年前
- ワノ国花の都で「山の神事件」が発生。おでん（当時18歳）が将軍スキヤキから絶縁され、花の都から追放される。錦えもん（当時15歳）と傳ジロー（当時6歳）がおでんに仕えるようになる[111]。
- オロチ（当時13歳）が康イエ（当時30歳）の小間使いになる[111]。
- アーロン、チャカ[63]、ドンキホーテ・ドフラミンゴ[96]、ラフィット[28]、スパンダム[112]、ヴェルゴ[69]、シャーロット・ノアゼット[64]、河松[70]、アラマキ[110]、ギルド・テゾーロ[107]誕生。

41年前 - 39年前
- イゾウ、菊の丞、雷ぞう、アシュラ童子がおでんに仕えるようなる[113]。

40年前
- この頃は「ロックス海賊団」の時代だったという[114][115]。
- カン十郎（当時14歳）がおでんに仕えるようになる[27]。
- ベルメール、いっぽんマツ[86]、マーシャル・D・ティーチ[96]、アイスバーグ、スレイマン[59]、ピーカ[69]、イヌアラシ[7]、ネコマムシ[7]、シャーロット・モスカート[98]、シャーロット・マッシュ[98]、シャーロット・コンスターチ[98]誕生。

39年前
- おでん（当時20歳）が父スキヤキからの絶縁を解かれ、九里大名の称号を与えられる[113]。
- ロジャー海賊団が「記録指針」の最終地点「水先星島」に上陸する[116]。
- ル・フェルドが平和研究所「MADS」を設立[60]。ベガパンク（当時26歳）やサイエン（当時17歳）[40]らがメンバーとして招集される。
- シャンクス[117]、バギー[106]、エネル[26]、ヒョウゾウ[104]、ドンキホーテ・ロシナンテ[118]、シャーロット・コンポ[98]、シャーロット・ラウリン[98]、シャムロック聖[119]誕生。

38年前
- カタクリ（当時10歳）が口を隠し、完璧な男を演じ始める[52]。
- 「西の海」ゴッドバレーにて、天竜人による「人間狩り」が行われる。ガープ（当時40歳）とロジャー（当時39歳）が手を組み、ロックス海賊団を壊滅させる（「ゴッドバレー事件」）[115]。
  - ビッグ・マム（当時30歳）がカイドウ（当時21歳）に「ウオウオの実」を与える[120]。
  - シャンクス（当時1歳）がロジャー海賊団に拾われる[121]。
  - くま（当時9歳）が「ニキュニキュの実」の能力者となる。奴隷から逃れ、ジニー（当時13歳）と共にソルベ王国で暮らし始める[100]。
- はっちゃん[46]、クロオビ[86]、フォクシー[106]、バスコ・ショット[51]、バスティーユ[7]、ハック[118]、シャーロット・モンドール[98]、フーズ・フー[122]誕生。

37年前
- Dr.ヒルルク（当時38歳）、ドラム王国を救う「奇跡の桜」の研究を開始[123]。
- ギャルディーノ（Mr.3）[94]、ジャブラ[112]、ポルシェーミ[23]、シャーロット・モーツアルト[98]、シャーロット・マルニエ[98]、リンドバーグ[102]誕生。

36年前
- サイエン（当時20歳）に子供が生まれる[110]。
- Dr.ベガパンク（当時29歳）が血統因子を発見する[60]。
- ゼファー（当時38歳）が海軍本部大将に昇進[65]。同年結婚し、翌年に息子を設ける[65]。（『ONE PIECE FILM Z』）
- ネズミ[86]、スモーカー[124]、カティ・フラム（フランキー）、クマドリ[112]、ビクトリア・シンドリー[23]、アブサロム[23]、カタリーナ・デボン[51]、デマロ・ブラック[105]、ケリー・ファンク[59]、ヴィト[7]、シャーロット・ハイファット[98]、シャーロット・タブレット[98]、ステューシー[60]誕生。

36年前 - 32年前
- バレット（当時9歳 - 13歳）が最強の少年兵として名を上げていき、その過程で「ガシャガシャの実」の能力者となる[61]。（『ONE PIECE STAMPEDE』）

35年前
- ラッキー・ルウ[62]、クロ[106]、チュウ[86]、ドルトン[63]、ペル[63]、ザンバイ[45]、タイルストン[45]、ハンニャバル[51]、バンダー・デッケン九世[104]、ドンキホーテ・ミョスガルド聖[49]、スカーレット、エドワード・ウィーブル[7]、シャーロット・スムージー[125]、シャーロット・シトロン[98]、シャーロット・シナモン[98]、ムッシュール誕生。

34年前
- カイドウ（当時25歳）が政府に血統因子を抽出される。その後アルベル（当時13歳）と共に研究所を脱走[110]。
- カバジ[62]、カルネ[72]、ヒナ[124]、戦桃丸[51]、シシリアン[7]、シャーロット・バサンズ[98]、シャーロット・サンマルク[64]、ベロ・ベティ[102]、ササキ[122]誕生。

33年前
- ドンキホーテ・ホーミング聖が天竜人の地位を捨て、一家4人で地上へ移住する。だが移住先の住民に天竜人であることを知られ、一家共々追われる身となる。その過程で妻（ドフラミンゴの母親）が死亡[126]。
- イヌアラシとネコマムシ（共に当時7歳）、河松（当時8歳）がおでん（当時26歳）の家臣になる[127]。
- カイドウ（当時26歳）がサイエン（当時23歳）を勧誘する[110]。
- シュラ[26]、ピープリー・ルル[45]、パッパグ[75]、X・ドレーク[101]、グラディウス[69]、ボビー・ファンク[59]、ゴッティ[7]、シャーロット・メリゼ[98]誕生。

32年前
- テラコッタ（イガラムの妻）が給仕を始める[128]。
- サカズキ（当時23歳）とボルサリーノ（当時26歳）が海軍に入隊[65]。
- ステューシー（当時10歳）が孤児としてサイファーポールに引き取られる[60]。
- ゼファー（当時42歳）の家族が海賊に殺害される。ゼファーは軍の教官へ転身[65]。（『ONE PIECE FILM Z』）
- チェス[63]、ベンサム（Mr.2・ボン・クレー）[94]、ブルーノ[112]、カリブー[104]、ペドロ[129]、シャーロット・ダクワーズ[64]誕生。

31年前
- ドフラミンゴがヴェルゴ（共に当時10歳）にトレーボル（当時18歳）を紹介され、「イトイトの実」と拳銃を与えられる。父ホーミングを殺害し、その首をマリージョアに持ち帰るが、天竜人に帰還を拒否され、殺されかける。帰還後、トレーボル・ディアマンテ（当時14歳）・ヴェルゴ・ピーカ（当時9歳）に王に掲げられ、彼らと行動を共にするようになる[130]。
  - ロシナンテ（当時8歳）がドフラミンゴの前から失踪し、センゴク（当時48歳）に保護される。その後海軍に入隊[131][132]。
- バレット（当時14歳）がガルツバーグを一人で滅亡させる（「ガルツバーグの惨劇」）[61][133]。（『ONE PIECE STAMPEDE』）
- マキノ[62]、ダズ・ボーネス（Mr.1）[94]、ゲダツ[26]、フクロウ[112]、バジル・ホーキンス[101]、スクラッチメン・アプー[101]、ボア・ハンコック[96]、シャーロット・ガレット[98]、シャーロット・ポワール[98]誕生。

30年前
- クザン（当時19歳）が海軍に入隊[65]。
- チンジャオ（当時48歳）がガープ（当時48歳）と対決し、頭を凹まされる[134]。
- おでん（当時29歳）、トキ（当時26歳）、イヌアラシとネコマムシ（共に当時10歳）、イゾウ（当時15歳）が白ひげ海賊団に加わる[11]。
- ベコリがソルベ王国の新国王となる[135]。
- スワロー島・プレジャータウンがアルトゥール・バッカ率いる海賊団の襲撃を受ける[136]。（『ONE PIECE novel LAW』）
- バレット（当時15歳）がロジャー海賊団に加入する[61]。（『ONE PIECE STAMPEDE』）
- ニコ・ロビン、クロマーリモ[63]、ベーブ（Mr.4）[94]、ロブ・ルッチ[112]、ボア・サンダーソニア[67]、マウンブルテン（ニセそげキング）[105]、ホーディ・ジョーンズ、ドスン[104]、ゼオ[104]、ダルマ[104]、イカロス・ムッヒ[104]、モネ[69]、バッファロー[69]、ジョバンニ[7]、シャーロット・スナック[98]、シャーロット・ババロア[98]、ホールデム[40]誕生。

29年前
- キュロス（当時15歳）が殺人の罪で捕らえられ、コリーダコロシアムの囚人剣闘士になる。その4カ月後に通算100勝を達成[137]。
- サイエン（当時27歳）が「MADS」から脱退する[110]。
- テゾーロ（当時12歳）が貧しい家を飛び出し、犯罪に手を染めるようになる[107]。（『ONE PIECE FILM GOLD』）
- モージ[62]、ジャンゴ[72]、パティ[72]、ワポル[106]、ジーザス・バージェス[28]、オーム[26]、イナズマ[51]、コリブー[104]、シャーリー[138]、ヴィオラ[69]、コンスロット[7]、シャーロット・プリム[98]、シャーロット・プラリネ[98]、ブラックマリア[122]、プリンス・グルス[139]誕生。

28年前
- ニコ・オルビア（当時27歳）を含めた「歴史の本文」の探索チームがオハラから出発する。ロビン（当時2歳）、オルビアの弟の家に引き取られる[140]。
- ロジャー（当時49歳）が不治の病に罹る[92]。クロッカス（当時45歳）がルンバー海賊団を探すためにロジャー海賊団の船医となる[92]。
- ヘラクレスン（当時23歳）が植物学者として航海に出る[23]。
- ティーチ（当時12歳）が白ひげ海賊団に加入する[141]。
- 光月スキヤキが幽閉され、オロチ（当時26歳）が代理としてワノ国の将軍に就く[141]。
- バレット（当時17歳）が「鬼の跡目」と呼ばれるようになる[61]。（『ONE PIECE STAMPEDE』）
- フルボディ[94]、ザラ（ミス・ダブルフィンガー）[94]、ドクQ[28]、ワンゼ[73]、ペンギン[106]、ボア・マリーゴールド[67]、光月モモの助[注 2]、サイ[55]、ワンダ[7]、ジャック[7]、シャーロット・カンテン[98]、シャーロット・カトウ[64]、シャーロット・モンブ[98]、ヤマト[142]、ビシャ門[56]誕生。

27年前
- バギー（当時12歳）が「バラバラの実」の能力者となる[102]。
- ロジャー海賊団と金獅子海賊団との「エッド・ウォーの海戦」が勃発[143]。
- バレット（当時18歳）がロジャー海賊団から独立する[61]。（『ONE PIECE STAMPEDE』）
- アルビダ[62]、ギン[72]、ヴァン・オーガー[28]、ベラミー[28]、サーキース[28]、ショウジョウ、サトリ[26]、ホトリ、コトリ[26]、カリファ[112]、キラー[101]、シャチ[106]、ココア（ニセロビン）[105]、ペコムズ[104]、ウィッカ、シャーロット・シブースト[98]誕生。

26年前
- フランキー（当時10歳）が海賊の親に捨てられ、ウォーターセブンの廃船島でトムに拾われる[144]。
- キュロス（当時18歳）がコロシアム通算1000勝を達成[137]。
- ネプチューン（当時44歳）がリュウグウ王国国王に即位する[145]。
  - 数か月後、魚人島の門が海王類に壊される[145]。
- ロジャー海賊団関連の出来事
  - ロジャー海賊団と白ひげ海賊団が激突し、3日3晩に渡る戦いを繰り広げる。おでん（当時33歳）、トキ（当時30歳）、イヌアラシとネコマムシ（共に当時14歳）がロジャー海賊団に移籍する[116]。
  - ロジャー海賊団が空島スカイピアに辿り着き、大鐘楼にメッセージを残す[116]。
  - ロジャー海賊団がワノ国に上陸。トキ、イヌアラシ、ネコマムシが船を降りる[145]。
  - ロジャー海賊団が「ゾウ」に上陸し、「ロード歴史の本文」を見つける[146][145]。
- オロチ（当時28歳）がカイドウ（当時34歳）と結託し、武器の海外取引を始める[56]。
- クローバー（当時81歳）が、Dr.ベガパンク（当時39歳）に空白の100年の共同研究を頼み込むも断られる[147]。
- 血統因子を発見したDr.ベガパンクが世界政府によって逮捕され、所属していた研究チーム「MADS」は買収される。ヴィンスモーク・ジャッジは逮捕を逃れ、ジェルマで研究を続ける[148][110]。
- サイエン（当時30歳）が息子を捨て、「クイーン」として百獣海賊団に加入する[110]。
- バレット（当時19歳）とクロコダイル（当時20歳）が戦う。決着はつかず[61]。（『ONE PIECE STAMPEDE』）
- ヨサク[86]、ジェム（Mr.5）[94]、パウリー[45]、シャーロット・シフォン[149]、シャーロット・ローラ[149]、トラファルガー・ロー[101]、ショコラ（ニセナミ）[105]、キャベンディッシュ[55]、光月日和[150]、孔雀[139]誕生。
- シフォンとローラが生まれてすぐ、パウンド（当時22歳）がビッグ・マム（当時42歳）に捨てられる[149]。

26年前 - 22年前
- クロコダイル（当時20代前半）、王下七武海に加盟[151]。

25年半前
- トキが百獣海賊団に命を狙われたモモの助を庇い、足に重傷を負う[152]。

25年前
- ロジャー海賊団が「偉大なる航路」を制覇し、ロジャーが世間から「海賊王」と呼ばれるようになる。ロジャーの命令によりロジャー海賊団は解散する[92]。
- おでんがワノ国に帰還し、黒炭家への謝罪の裸踊りをするようになる[152][153]。
- シャーリー（当時4歳）が「大海賊時代」の始まりを予言する[138]。
- ヘラクレスン（当時26歳）らがボーイン列島にたどり着く。翌年には仲間たちを失うが、ヘラクレスンは研究を続ける[23]。
- ドラゴン（当時30歳）が指名手配される[135]。
- テゾーロ（当時16歳）がヒューマンショップに売られているステラ（当時18歳）と出会い、彼女を救うため悪事から手を引き真面目に働くようになる[107]。（『ONE PIECE FILM GOLD』）
- ジョニー[86]、パール[72]、マシラ[28]、ゲンボウ[26]、カク[112]、ペローナ[58]、マンジャロウ（ニセゾロ）[105]、ワダツミ[104]、ロック、スコッチ、レオ[55]、マンシェリー[59]、シャーロット・モービル[98]、シャーロット・マーブル[98]、シャーロット・ミュークル[64]、シャーロット・メープル[98]誕生。

## 大海賊時代

### 24年前 - 12年前
24年前
- ロジャー処刑の5ヶ月前、ポートガス・D・ルージュがロジャーの子（ポートガス・D・エース）を宿す[154]。
- 「海賊王」ゴール・D・ロジャーが世界政府に自首する[92]。
  - ロジャー処刑の1週間前、金獅子のシキがマリンフォードに攻め入る。センゴク（当時55歳）とガープ（当時54歳）によって取り押さえられ、インペルダウンLEVEL6に投獄される[143]。
- エースが生まれる1年3ヶ月前、ロジャーがローグタウンで処刑される（53歳没）。ロジャーが言い残した言葉が人々を海へと駆り立て、「大海賊時代」が幕を開ける[92]。
  - 船大工トム（当時53歳）が死刑判決を受ける。海列車の開発期間として、10年間の執行猶予が与えられる[155]。
  - フェスタ（当時50代半ば）が「祭り屋」としてロジャーに敗北を感じ、失意のうちに隠居する[61]。（『ONE PIECE STAMPEDE』）
- 大海賊時代が始まってすぐの頃、デュバル誕生[143][注 5]。
- ミキータ（ミス・バレンタイン）[94]、ワイパー[26]、カマキリ[26]、ブラハム[26]、チャルロス聖[79]、ドリップ（ニセサンジ）[105]、フカボシ[46]、ベビー5[69]、バルトロメオ[156]、ブルー・ギリー[59]、シープスヘッド[7]、ヴィンスモーク・レイジュ[106]、シャーロット・ブラウニー[98]、スピード[40]、矢ざえもん[56]、イヤンエーノウ・チノデ[157]誕生。

23年前
- ワノ国鈴後で百獣海賊団とゲッコー海賊団の戦争が勃発し[158]、カイドウ（当時36歳）がモリア（当時27歳）を破る[24]。モリアが剣豪リューマの遺体と名刀「秋水」を盗む[159]。
- バレット（当時22歳）にバスターコールがかけられる。捕縛されたバレットはインペルダウンに投獄される[61]。（『ONE PIECE STAMPEDE』）
- シャム、ブチ[72]、たしぎ[160]、ユースタス・キッド[101]、サディちゃん[51]、リュウボシ[46]、コアラ、シャーロット・ジョコンド[98]誕生。

22年以上前
- レイリーが海で遭難するが、タコの魚人はっちゃんに助けられる[92]。
- くいな誕生[143]。

22年前
- ガイモン（当時23歳）が珍獣の島に取り残され、体が宝箱にミラクルフィット[161]。
- ロビン（当時8歳）が博士号を取得し、考古学者になる[1]。オハラにバスターコールがかけられ壊滅（「バスターコール事件」）。クローバー（85歳没）、オルビア（33歳没）が死亡[162]。オハラ唯一の生き残りであるロビンに7900万ベリーの懸賞金が懸けられる[163]。
  - 数か月後、エルバフの巨人達によってオハラの文献が運び出される[74]。バスターコールに怒りを覚えたドラゴン（当時33歳）が革命軍を立ち上げる[74]。
- 金獅子のシキが両足を切断して海楼石の足枷から抜け出し、大監獄インペルダウンから初の脱獄者となる。その後、メルヴィユ島に漂着する[143]。
- シャンクスがシロップ村のヤソップのもとを訪れる[143]。
  - ヤソップは息子ウソップが生まれた後に赤髪海賊団に入団し、それから間も無く妻バンキーナは病死する[164]。
- メリーがゴーイングメリー号の設計図を作る[143]。
- くま（当時25歳）がベコリの奴隷政策に反逆したことで投獄されるも、ドラゴン達によって救出される[135]。
- テゾーロ（当時19歳）とステラ（当時21歳）が、マリージョアに連れて行かれ天竜人の奴隷となる[107]。（『ONE PIECE FILM GOLD』）
- ヘルメッポ[62]、ノジコ、ポートガス・D・エース、コーザ[94]、ラキ[26]、キウイ[45]、ネロ[73]、サボ、イデオ[55]、シュガー[69]、シャーロット・レザン[98]、うるティ[122]誕生。
- ポートガス・D・ルージュがエース出産と同時に力尽きて死亡[154]。

21年前
- ロロノア・ゾロ[117]、サンジ[165]、ヴィンスモーク・イチジ[106]、ヴィンスモーク・ニジ[106]、ヴィンスモーク・ヨンジ[106]、コニス[28]、モズ[45]、シャーロット・パンナ[98]、地獄弁天[56]、ウタ[121]誕生。

20年以上前
- 白ひげが魚人島をナワバリにする[166]。
- スコッパー・ギャバンがエルバフに住み始める[57]。

20年前
- キュロス（当時24歳）がコロシアム通算3000勝を達成。剣闘士を引退し、リク王軍兵士に転身[167]。
- ワノ国関連の出来事
  - ヒョウ五郎（当時50歳）がオロチ（当時34歳）の部下に捕らえられ、反発した子分16人とヒョウ五郎の妻が殺される[158]。
  - お庭番衆がオロチに仕えるようになる。しのぶ（当時29歳）がお庭番衆から離反する[168]。
  - 兎丼でおでんら侍11人と百獣海賊団が激突[169]。
  - 光月おでんが処刑される（39歳没）[81][170]。
  - モモの助、錦えもん、カン十郎、雷ぞう、菊之丞の5人が光月トキの能力で20年後のワノ国に飛ぶ[81]。トキが死亡する（36歳没）[171]。
  - 日和（当時6歳）と河松（当時21歳）が逃亡生活を始める[172]。
  - 霜月康イエ（当時51歳）ら各郷の大名と民がオロチへの従属を拒み反乱を起こすが、カイドウ（当時39歳）に敗れる[173]。
  - 傳ジロー（当時27歳）が狂死郎と名乗るようになる[174]。
  - ヤマト（当時8歳）がおでんの処刑を目撃し、彼に憧れるようになる[175]。処刑後に九里に向かい、おでんの航海日誌を拾う[175][176]。その後、手錠をはめられ、鬼ヶ島に監禁状態となる[142]。
  - 霜月牛マル（50歳没）、風月おむすび（44歳没）、雨月天ぷら（45歳没）が戦死する[56][177][49]。
  - イヌアラシとネコマムシ（共に当時20歳）がモコモ公国に帰還。以降20年間、昼夜別々に暮らし始める[70]。
  - 黒炭ひぐらし（85歳没）がカイドウに殺害され、黒炭せみ丸（83歳没）は寿命で死亡[49]。
- ハラルド王の頼みでサウロ（当時107歳）が「セイウチの学校」を開校する[178]。
- ステラが死亡（23歳没）。テゾーロ（当時21歳）がステラを喪った悲しみで金への更なる執着心を抱くようになる[107]。（『ONE PIECE FILM GOLD』）
- ナミ[117]、ステリー、マンボシ[46]、キュイーン、シャーロット・マスカルポーネ[98]、シャーロット・ジョスカルポーネ[98]、ページワン[122]、コロン[57]誕生。

19年前
- ベルメール（当時21歳）がココヤシ村に帰還。ナミ（当時1歳）、ノジコ（当時3歳）を養女とする[179]。
- ボア・ハンコック（当時12歳）、ボア・サンダーソニア（当時11歳）、ボア・マリーゴールド（当時9歳）が誘拐され、世界貴族の奴隷となる[180]。
- キュロス（当時25歳）がリク王軍軍隊長に就任し、王女スカーレット（当時16歳）とヴィオラ（当時10歳）の護衛を任される[167]。
  - 後にキュロスとスカーレットは恋仲になり、スカーレットは病死を装って王族の地位を捨てキュロスと結婚する[167]。
- モンキー・D・ルフィ[117]、ウソップ[117]、カヤ[72]、シャーロット・ユーエン[98]、カリーナ[107]誕生。

18年前
- 約18年前、カイドウによってワノ国鈴後が壊滅する。オニ丸が墓を守り始める[56]。
- コビー[62]、ネフェルタリ・ビビ、マリアンヌ（ミス・ゴールデンウィーク）[94]、ケイミー[75]、マーガレット[67]、サルデス[51]誕生。
- ビッグ・マム（当時50歳）が同時出産の中では最多となる10つ子（ニューイチ、ニュージ、ニューサン、ニューシ、ニューゴ、ナツメグ、アキメグ、オールメグ、ハルメグ、フユメグ）を出産[71][98]。

17年前
- とある島で500人の兵士が海賊の人質になる事件が発生。ロブ・ルッチ（当時13歳）が事件を収める[181]。
- エースとサボ（共に当時5歳）が海賊貯金を始める[182]。
- オトヒメ（当時29歳）が、翌年の「世界会議」で魚人地上移住への意志を示すための署名運動を開始する[183]。
- ロシナンテ（当時22歳）が、兄ドフラミンゴの暴走を止めるため海軍のスパイとしてドンキホーテ海賊団に潜入。その後2代目コラソンを襲名する[131]。
- トニートニー・チョッパー[41]、マツゲ[94]、シャルリア宮[79]、シャーロット・ヌガー[98]、ひばり[139]誕生。

16年前
- フィッシャー・タイガーが数年間奴隷になっていた聖地マリージョアから逃げ出し、魚人島に帰還する[184]。
- フレバンスにて国民が一斉に珀鉛病を発症。周辺諸国によって隣国への通路は封鎖され、戦争が勃発。その後滅亡する[47]。
  - ロー（当時10歳）がフレバンスから辛くも逃げ出し、ドンキホーテ海賊団に加入[47]。
- モーム[46]、カルー[63]、イワンX、カウボーイ[63]、しらほし、レベッカ、デリンジャー[69]、シャーロット・プリン[98]誕生。

15年前
- フィッシャー・タイガーによる「聖地マリージョア襲撃事件」発生。タイガー（当時45歳）がマリージョアに乗り込んで暴れ回り、世界貴族の奴隷達を人種を区別することなく解放する[180]。
  - タイガーがタイヨウの海賊団を結成し、ジンベエ（当時31歳）やアーロン（当時26歳）らが加入[180]。
  - ゴルゴン三姉妹、コアラ（当時8歳）がマリージョアから逃亡する[180]。後にゴルゴン三姉妹は、路頭に迷っていたところをニョン婆・レイリー・シャッキーによって保護される[185][186]。
  - テゾーロ（当時26歳）が命からがらマリージョアから逃亡し、再び犯罪に手を染めるようになる[107]。（『ONE PIECE FILM GOLD』）
- ヴェルゴがドフラミンゴ（共に当時26歳）の指示でスパイとして海軍に入隊する[187]。
- 約15年前、ペドロ率いる「ノックス探検隊」が、「歴史の本文」を探し求めたため政府に追われ、「ノックス海賊団」となる[125]。
- フォクシー（当時23歳）がボクサーライセンスを失う[45]。
- ストンプ、ケンタロウス[63]、キャロット[7]、シャーロット・フランペ誕生。

約15年前 - 約5年前
- フェスタ（当時60代 - 70代）が海難事故で海王類に食べられるが、腹の中でラフテルの「永久指針」を見つけ、辛くも生還する[61]。（『ONE PIECE STAMPEDE』）

14年前
- トム（当時63歳）が海列車パッフィング・トムを完成させ、初航海に成功[144]。パウリー（当時12歳）、キウイ（当時8歳）、モズ（当時7歳）、ザンバイ（当時23歳）らが船大工への夢を抱く[188]。海列車ロケットマンは放置される[189]。
- コラソン（当時25歳）がロー（当時12歳）の珀鉛病の治療のためにドフラミンゴの元を離れ、二人で各地の病院を半年間回る[190]。
- ベポ（当時8歳）が、兄ゼポを探すため「ゾウ」を飛び出す[106][125]。
- ジニー（当時37歳）が天竜人に攫われる[135]。
- ロキ（当時49歳）が父ハラルドを殺害[191]。
- シュシュ[62]、バーボンJr.、ヒコイチ[63]、シャーロット・アングレ[64]、ちょめ[56]誕生。

13年半前
- ロー（当時13歳）、オペオペの実を食べる[131]。コラソンがドフラミンゴ（当時28歳）に殺害される（26歳没）[192]。ロー、ドンキホーテ海賊団から独立。ドレーク（当時19歳）がバレルズ海賊団から逃走し、海軍に保護される[151]。

13年以上前
- ヴィンスモーク・ソラが死亡する[193]。

13年前
- シャンクス（当時26歳）率いる赤髪海賊団が政府の船で護送中だった「ゴムゴムの実」を奪う[注 6]。後に、フーズ・フー（当時26歳）が任務失敗により投獄される[195]。
- 赤髪海賊団がフーシャ村に滞在し始める[196]。
- アラバスタ王国関連の出来事
  - アラバスタのとある村で旱魃発生。村の少年コーザ（当時9歳）が国王に窮状を直訴する[197]。
  - アラバスタ王女ネフェルタリ・ビビ（当時5歳）誘拐未遂事件発生。コーザがビビを守って負傷する[198]。
  - 無人のオアシス・ユバに開拓団が出発。代表はトト[198]。
- ボア・ハンコック（当時18歳）が、アマゾン・リリー皇帝および九蛇海賊団船長となる。最初の遠征で8000万ベリーの懸賞金を懸けられ、王下七武海に加盟[185]。
- ローがスワロー島でベポ（当時9歳）、シャチ（当時14歳）、ペンギン（当時15歳）と出会う[106]。
  - ロー達がヴォルフとの共同生活を始める[199]。（『ONE PIECE novel LAW』）
- ジェルマ66が「北の海」から「東の海」に渡り、コジアに侵攻する。サンジ（当時8歳）がヴィンスモーク家から出奔し、客船オービット号に乗り込む。[200][193]
- フォクシー（当時25歳）が「ノロノロの実」の能力者となる[45]。
- 日和（当時13歳）が河松（当時28歳）と逸れる[172]。日和が狂死郎一家の遊郭に拾われ、小紫と名乗るようになる[174]。
- 河松がオニ丸と出会い、武器を集め始める[201]。河松が兎丼の囚人採掘場に収監される[202]。
- ゾロ（当時8歳）が霜月コウ三郎から刀二振りを譲り受ける[203]。その後、霜月コウ三郎（68歳没）が死亡[49]。
- のらギツネ（ニセチョッパー）[105]、シャーロット・ウエハース[98]誕生。

13年前 - 10年前
- セニョール・ピンクが、植物状態の妻ルシアンが唯一微笑んでくれた赤ん坊の格好をするようになる[204]。
- モネ（当時17歳）とシュガー（当時9歳）の姉妹がドンキホーテ海賊団に加入する[118]。

12年以上前
- スリラーバークが「魔の三角地帯（フロリアン・トライアングル）」に潜む[205]。
- 革命軍がニコ・ロビンの捜索を開始[206]。

### 12年前 - 2年前
12年前
- フーシャ村・ゴア王国関連の出来事
  - ルフィ（当時7歳）が、左目の下に自らナイフで切り傷を付ける。同時期に「ゴムゴムの実」を食べる[196]。
  - ヒグマが海王類に食べられ死亡（46歳没）。同時にシャンクス（当時27歳）が左腕を失う[196]。
  - ルフィに麦わら帽子を託して、シャンクスがフーシャ村を出発[196]。
  - ルフィがガープ（当時66歳）によってダダン（当時43歳）の元に預けられ、そこでエースとサボ（共に当時10歳）に出会い義兄弟の盃を交わす[207]。
  - ドラゴン（当時43歳）がシモツキ村に寄港。グレイ・ターミナルで火事が起こる[208]。
  - サボがゴア王国から出港した際、天竜人の砲撃により船ごと沈められドラゴンに救出されるも記憶喪失になる。その後革命軍に加わる[209]。
- ホッカーが番犬シュシュと共にオレンジの町にてペットフード店を開業[210]。
- ゼフ率いるクック海賊団が「偉大なる航路」へ入る[211]。
- モンブラン・クリケット（当時31歳）がジャヤ島に到着。自ら船長を務める海賊団を抜け、黄金郷の探索を開始[30]。
- トンジット（当時51歳）が世界一長い竹馬に挑戦するも降りられなくなる[212]。
- ビクトリア・シンドリーが舞台から転落し死亡（24歳没）[213]。
- ホグバック（当時35歳）がモリアと出会い、シンドリー復活の引き換えにモリアの仲間になる[24]。
  - マルガリータがゲッコー・モリアに影を奪われる[214]。
- シャンクスがシャボンディ諸島にてレイリーと再会する[92]。
- コアラ（当時11歳）がタイヨウの海賊団に一時乗船し、フールシャウト島に帰郷[184]。
- フィッシャー・タイガーがフールシャウト島にて瀕死の重傷を負い、人間の血の輸血を拒否して死亡する（48歳没）[184]。アーロン（当時29歳）がボルサリーノ（当時46歳）によって逮捕され海軍G-2支部に連行される[183]。
- シュガー（当時10歳）がホビホビの実を食べる[69]。以降能力の副作用で歳をとらなくなる。
- ジニー（39歳没）がソルベ王国に帰還するも青玉鱗により死亡する。ボニーがくま（当時35歳）に引き取られる[215]。
- テゾーロ（当時29歳）がドンキホーテファミリー主催のオークションで何百人もの死傷者を出す大事件を起こし、「ゴルゴルの実」を手に入れる[107]。（『ONE PIECE FILM GOLD』）
- トットムジカにより「エレジア」が滅亡。表向きはシャンクスが犯人と報道される。ウタが赤髪海賊団と別れ、ゴードンとエレジアで暮らし始める[121]（『ONE PIECE FILM RED』）。
- ジュエリー・ボニー[215]、シャーロット・ウィロ[98]、アリーチェ誕生。

11年以上前
- くいなが転落死する（11歳没）[62]。ゾロがコウシロウから「和道一文字」を譲り受け、世界一の大剣豪になることを誓う[216]。

11年前
- クック海賊団が「偉大なる航路」から「東の海」へ帰還し、客船オービット号を襲撃する[217]。その際嵐に遭遇し、サンジ（当時10歳）とゼフ（当時56歳）は無人島に打ち上げられ、以後85日間遭難。この間にゼフは右足を失う[218]。
- ジンベエ（当時35歳）が王下七武海に加盟。アーロン（当時30歳）が恩赦によってインペルダウンから釈放される。タイヨウの海賊団がジンベエ、アーロン、マクロの3つの派閥に分裂する[183]。
- フーズ・フー（当時27歳）が脱獄し、「フーズ・フー海賊団」を結成する[40]。
- にんじん、ピーマン、たまねぎ、アイサ[26]、シャーロット・ドシャ[98]誕生。

10年以上前
- モネがドレスローザ王女ヴィオラの侍女として潜伏する[219]。

10年前
- アーロン（当時31歳）がココヤシ村を含むコノミ諸島を支配下にする。ベルメールがアーロンに反抗し殺害される（30歳没）[220]。ナミ（当時10歳）は連れ去られ、測量士としてアーロン海賊団に参加[221]。
- ウォーターセブン関連の出来事
  - トムズワーカーズが海列車の全路線を開通させる[222]。トムが当時のCP5主官スパンダム（当時31歳）の陰謀によって連行され処刑される（67歳没）[223]。
  - フランキー（当時26歳）が、トムを乗せた海列車を止めようとして撥ねられる[223]（この時死亡と認知されたが、フランキー自身はサイボーグ化して密かに生き延びる）[224]。
  - ヨコヅナ、海列車を止める戦いを挑み始める[225]。
- 魚人島関連の出来事
  - オトヒメ王妃が、魚人島に流れ着いたミョスガルド聖を助ける。聖地マリージョアに同行し、1週間後に天竜人の書状を持って帰還する[226]。しかし、ホーディ・ジョーンズ（当時20歳）が放った凶弾に倒れ死亡（36歳没）[227]。
  - バンダー・デッケン九世（当時25歳）が、オトヒメ王妃襲撃騒ぎのドサクサに紛れ、しらほし（当時6歳）に右手で触れ、求婚状を送りつけ始める[227][228]。
  - バンダー・デッケン九世の攻撃から逃れるため、しらほしが硬殻塔の中で生活を始める[229]。
  - ホーディ・ジョーンズがE・Sを盗んでネプチューン軍を去り、新魚人海賊団を旗揚げする[230]。
- ドレスローザ・ドフラミンゴ関連の出来事
  - ドフラミンゴ（当時31歳）が各国の天竜人への貢ぎ金「天上金」の輸送船に手をつけ、世界政府を脅し、王下七武海に加盟する[219]。
  - ドフラミンゴの策略により一夜にしてリク家が転覆。代わりにドンキホーテ家がドレスローザの王位に帰還する[231]。
  - キュロス（当時34歳）を始めとしたドレスローザの住民がシュガーの能力で玩具に変えられる[167]。
  - スカーレットがディアマンテに銃撃され死亡（25歳没）。レベッカ（当時6歳）とオモチャの兵隊となったキュロスが隠れ暮らすようになる[167]。
  - ヴィオラ（当時19歳）が、父リク王（当時50歳）を殺させないことを条件に、ヴァイオレットと名を変えてドンキホーテファミリーに加入する[231]。
- ノックス海賊団のペコムズ（当時17歳）が、旅を続けられない者たちを率いて一味から離れる[125]。
  - 後にペコムズ達はビッグ・マムのナワバリにたどり着き、命を救われる[125]。
- 約10年前、港友がカイドウの屋敷図を質に入れる[232]。
- フォクシー（当時28歳）が海賊団を旗揚げし、デービーバックファイトを開始する[45]。
- ロー、ベポ、シャチ、ペンギンの4人が「ハートの海賊団」を結成する[233]。（『ONE PIECE novel LAW』）
- 一部の光月家支持者たちが鬼ヶ島に攻め入るが、討ち死にする[82]。
- チムニー[45]、シャーロット・ノルマンド[98]誕生。

9年前
- シッケアール王国で起きていた生々しい戦争が終結する[234]。
- コアラ（当時14歳）がハック（当時29歳）に連れられ革命軍に加わる[235]。
- ゼファー（当時65歳）の生徒を乗せた演習艦が能力者の海賊に襲撃される。ゼファーは右腕を切断され、生徒はアインとビンズを除き全滅[65]。（『ONE PIECE FILM Z』）
- タナカさんがテゾーロ一味に加入[107]。（『ONE PIECE FILM GOLD』）
- モチャ[80]、シャーロット・ドルチェ[64]、シャーロット・ドラジェ[64]誕生。

8年以上前
- ドラム王国にて「イッシー20」以外の医者が国外追放となる。しかし、Dr.くれは、Dr.ヒルルクは共に国内に留まる[236]。

8年前
- Dr.ヒルルクが名も無きトナカイを助け、「トニートニー・チョッパー」の名を与える[236][237]。
- 聖地マリージョアにて「世界会議」開催。タラッサ・ルーカス、ワポル（当時21歳）、ネフェルタリ・コブラ（当時42歳）等が出席し、革命家ドラゴンの危険性を確認[237]。
- エネル（当時31歳）が自身の故郷ビルカを消滅させ、スカイピアの神の座に君臨。方舟マクシムの建造が始まる[238]。
- テゾーロとドフラミンゴ（共に当時33歳）が手を結ぶ。ダイスがテゾーロ一味に加入[107]。（『ONE PIECE FILM GOLD』）
- シャーロット・アナナ[64]、お玉誕生。

8年前 - 7年前
- マシラとショウジョウがジャヤのクリケットのもとを訪れ、黄金郷探索への協力を始める[30]。

7年以上前
- ボニーが青玉鱗を発症する。ボニーの看病のためくまが革命軍を脱退する[215]。

7年前
- ウソップ（当時12歳）がにんじん、ピーマン、たまねぎ（いずれも当時4歳）と共にウソップ海賊団を結成[239]。
- ドラム島関連の出来事
  - チョッパー（当時10歳）の怪我が完治[237]。Dr.ヒルルクの研究が完成[123]。
  - Dr.ヒルルクがワポルに処刑される寸前に自害（68歳没）。ドルトン（当時28歳）がワポルの命令に背き入獄。チョッパーがDr.くれは（当時134歳）に弟子入り[240]。
- ウォーターセブン関連の出来事
  - 競い合っていた7つの造船会社がアイスバーグ（当時33歳）によって統合され、「ガレーラカンパニー」が発足[241]。
  - CP9のルッチ、カク、ブルーノ、カリファの4人がプルトンの設計図を求めてウォーターセブンでの潜伏任務を開始[242]。
- ブルック（当時83歳）、スリラーバークにてモリア（当時43歳）によって影を奪われる[24]。取り返しに向かうが、リューマに敗北し逃走[243]。
- ニコ・ロビン（当時23歳）が西の海からリヴァース・マウンテンを通り「偉大なる航路」に入る[205]。

6年前
- クロコダイル（当時40歳）がニコ・ロビン（当時24歳）と協定を結び、秘密犯罪会社バロックワークスを立ち上げる[244]。
- アイスバーグが次期ウォーターセブン市長選に推薦される。生還したフランキー（当時30歳）と再会し、古代兵器「プルトン」の設計図を託す。解体屋フランキー一家立ち上げ[224]。
- シャンクス（当時33歳）が四皇と呼ばれるようになる[115]。
- くま（当時41歳）がベコリの悪政を阻止し（「一人革命事件」）、ソルベ王国の新たな国王に就く[245]。
  - 後にベコリが差し向けた海軍を撃退したことで賞金首になり、ボニーの治療のため世界中を渡り歩く[245]。
- ロキ（当時57歳）がシャンクス（当時33歳）に捕らえられ、磔の刑にされる[246][77]。
- ナミ（当時14歳）とカリーナ（当時13歳）がトレジャー海賊団の宝を盗もうとしてマッド・トレジャーに捕らえられるが、カリーナの一芝居で命を取り留める[107]。（『ONE PIECE FILM GOLD』）
- トコ[68]誕生。

5年前
- クロ（当時30歳）が自分の偽者を海軍に捕らえさせ、「世間的に」処刑される[247]。そしてカヤ（当時14歳）の屋敷で執事として雇われる[248]。クロ（偽者）逮捕の手柄を立てたモーガン（当時39歳）が少佐に昇進する[249]。
- アラバスタで首都アルバーナを除く全ての町に雨が降らなくなる[250]。
- エース（当時17歳）がコルボ山を出発[251]。
  - 無人島シクシスでエースとマスクド・デュースが出会い、エースが「メラメラの実」の能力者となる。その後島から脱出し、スペード海賊団を立ち上げる。（『ONE PIECE novel A』[252]）
- ローリング海賊団が魚人島を通る。ゲッコー・モリアに影を奪われる[253]。
- ペドロ（当時27歳）がホールケーキアイランドに潜入し、ビッグ・マムの「歴史の本文」を狙うが、失敗する[254]。ゼポがビッグ・マムに30年分の寿命を奪われ死亡。ペドロは左目と50年分の寿命を失い、逃げ延びる[255]。
- バカラがテゾーロ一味に加入し、巨艦「グラン・テゾーロ」が完成[107]。（『ONE PIECE FILM GOLD』）

4年前
- コビー（当時14歳）がアルビダ海賊団の航海士兼雑用係になる[256]。
- アラバスタで、国王コブラのダンスパウダー使用疑惑が浮上する[250]。コーザ（当時18歳）が反乱軍を結成[257]。ビビ（当時14歳）とイガラムが真相究明のためバロックワークスに潜入[258]。
- エースが七武海の一角ハナフダを落とし[259][260]、スペード海賊団の船長として名を上げる[261]。
  - 4年近く前、エースたちがワノ国に漂着し、編笠村に数週間滞在する[262]。エースが鬼ヶ島に乗り込みヤマトと知り合う[120]。
  - 後にエースはジンベエとの決闘・白ひげへの敗北を経て、白ひげ海賊団に加入し、2番隊隊長となる[263]。
- パンクハザード島にて、シーザー（当時51歳）による化学兵器暴発事故が起きる[264]。島が有毒物質に汚染されたため、世界政府によって完全に封鎖される。シーザーは逮捕されるが、監獄船から脱走する[265]。
- ベガパンク（当時63歳）が研究所をエッグヘッドに移す[245]。くま（当時43歳）がボニー（当時8歳）の治療のため、自身の人間兵器化とクローン兵への協力を受け入れ七武海に加盟する[259]。
- ゼファー（当時70歳）が軍の科学者から機械義手「スマッシャー」を提供される。その後、軍に復帰し「海賊遊撃隊」を組織する[65]。（『ONE PIECE FILM Z』）
- スマイリー[80]誕生。

3年前
- カヤの両親が病死[266]。
- シーザーがパンクハザード島に戻る。モチャ（当時6歳）らが誘拐され、シーザーの人体巨大化実験が開始される[80]。
- キャベンディッシュ（当時23歳）が新世界に進出[267]。
- 緑牛が断食を始める[268]。
- Dr.ベガパンクが肥大化した頭を切り、パンクレコーズを製造する[60]。
- ウタ（当時18歳）が新種の電伝虫を拾い、自身の歌声を配信し始める。世界中に人気が広がり、やがて救世主と呼ばれるようになる[121]（『ONE PIECE FILM RED』）。

2年半前
- ジュエリー・ボニー（当時9歳）がボニー海賊団を結成し、ソルベ王国を出航[269]。

## 作中の時代

### サバイバルの海 超新星編
2年前
- 東の海編
  - ルフィがフーシャ村を旅立つ[196]。
  - シェルズタウンがモーガンによる支配から解放される[270]。ゾロがルフィの仲間に加入[271]。コビーが海軍に入隊[270]。
  - オレンジの町がバギー海賊団の支配から解放される[272]。
  - シロップ村でクロとクロネコ海賊団がカヤ暗殺計画を企てるも、麦わらの一味とウソップ海賊団によって阻止される[239]。ウソップが麦わらの一味に加入。
  - クリーク海賊団、偉大なる航路に進出するもミホークの襲撃に遭い壊滅[273]。東の海に逃亡し、海上レストラン「バラティエ」を襲撃するも失敗[274]。サンジが麦わらの一味に加入[275]。
  - アーロンパークが壊滅し、コノミ諸島が8年間の支配から解放される[276]。同時にルフィに3000万ベリーの懸賞金が懸けられる[277]。ナミが麦わらの一味に加入。
  - ローグタウンでルフィがバギーに処刑されそうになるも、突然の落雷で未遂に終わる[278]。この事件を目撃したバルトロメオは以来、麦わらの一味のファンになる[279]。
- アラバスタ編
  - 麦わらの一味が偉大なる航路に進出[280]。
  - ウィスキーピークでビビが麦わらの一味に一時加わる[281]。
  - 元ドラム王国が名と国旗を新たにサクラ王国へ。ドルトンが国王となる[282]。チョッパーが麦わらの一味に加入[283]。
  - アラバスタ王国の反乱が終結。秘密犯罪会社「バロックワークス」が崩壊。王下七武海クロコダイルの称号が剥奪される[284]。ルフィの懸賞金が1億ベリーに上がり、ロロノア・ゾロに6000万ベリーの懸賞金が懸けられる[128]。ロビンが麦わらの一味に加入[285]。
- 空島編
  - 神・エネルの体制が崩壊し、空島スカイピアとシャンディアの400年に渡る戦いが終結[286]。
- ウォーターセブン編
  - ロングリングロングランドで麦わらの一味とフォクシー海賊団による「デービーバックファイト」が開催[287]。
  - ウォーターセブンでアイスバーグ市長の殺害未遂事件が発生[288]。
  - CP9が全滅し、エニエス・ロビー崩壊[289]。ルフィの懸賞金が3億ベリーに、ゾロが1億2千万ベリーに、ロビンが8000万ベリーにそれぞれ上がり、麦わらの一味全員が賞金首となる[290][注 7]。サウザンドサニー号を入手[291]。フランキーが麦わらの一味に加入[292]。
  - 新世界にて、シャンクスと白ひげの交渉が決裂する[293]。
  - バナロ島において、ポートガス・D・エースと「黒ひげ」マーシャル・D・ティーチの決闘（通称「バナロ島の決闘」）が起こる[294]。
    - この決闘の結果エースはインペルダウンに収監され、引き換えにティーチが王下七武海へ加盟[185]。この事件はマリンフォード頂上戦争の引き金となる。
- スリラーバーク編
  - 王下七武海ゲッコー・モリアの一大勢力、スリラーバークが壊滅。モリアの支配下にあった全ての影が解放される[214]。ブルックが麦わらの一味に加入[88]。
- 頂上戦争編
  - 世界政府がマリンフォードにてエースを公開処刑することを公表[295]。
  - 麦わらの一味がシャボンディ諸島にて、バーソロミュー・くまの手により全員世界各地にバラバラに飛ばされ、完全崩壊を喫する[296]。
  - 新世界にて、シャンクスとカイドウが小競り合いを起こす[297]。
  - インペルダウンにて囚人達による暴動が発生。241名の囚人およびLEVEL6に幽閉されていた凶悪囚たちが脱獄する[298]。
    - バレット（当時43歳）がインペルダウンから脱獄する[61]。（『ONE PIECE STAMPEDE』）

  - マリンフォードにて、白ひげ海賊艦隊vs海軍本部&王下七武海の「マリンフォード頂上戦争」が勃発[263]。大海賊時代開幕以来、最大の激戦となる。
    - エース（20歳没）、白ひげ（72歳没）が戦死[299]。
    - 赤髪海賊団の仲裁により終戦[300]。同時に白ひげの時代が終わる。
    - ジンベエ、ティーチが王下七武海から脱退。モリアが頂上戦争での戦死扱いにより、王下七武海から除名される[301]。
    - サボがエース戦死の報道を見たショックで記憶を取り戻す。その後、メラメラの実の捜索を始める[209]。

  - 復興作業中のマリンフォードにルフィ、ジンベエ、レイリーが現れ、軍艦を奪って「水葬の礼」を行う。ルフィはオックス・ベルを「16点鐘」、広場に花束を投げて黙祷し、逃走[302]。
  - ルフィの「16点鐘」の行動に隠されたメッセージを受けて、麦わらの一味全員が、2年後の再集結に向けてそれぞれの修行を開始する[302]。
- Dr.ベガパンクが、セラフィムと「猫（サテライト）」を開発する[60][303]。

1年以上前
- ドレークが百獣海賊団の「真打ち」となり、ワノ国の編笠村を滅ぼす[262]。

1年前
- シャボンディ諸島にあるサウザンドサニー号の存在が海軍に知られ、船を守っていたデュバルとはっちゃんが激しい戦いの末にリタイアする[304]。以後、「PX-0」ことバーソロミュー・くまがサニー号を守り続ける[304]。
- バルトロメオが新世界に進出[305]。
- マルコ率いる白ひげ海賊団残党と黒ひげ海賊団の「落とし前戦争」が勃発し、勝利した「黒ひげ」ティーチが白ひげに代わり新たな四皇と位置づけられるようになる[306]。
- かつてゼファーの右腕を斬り落とした海賊が王下七武海に加盟。ゼファーは海軍を去り、「NEO海軍」を立ち上げる[65]。（『ONE PIECE FILM Z』）

2年前 - 現在
- センゴクが元帥の職を下りる。赤犬（サカズキ）と青雉（クザン）が、次期元帥の座を懸けてパンクハザード島で一騎討ちを行う。勝利した赤犬が新元帥に就任し、敗れた青雉は海軍を去る[230]。
  - 約1年後、青雉が黒ひげ海賊団に加入する。
- 海軍本部がマリンフォードから新世界に移転[268]。「世界徴兵」が行われ、藤虎（イッショウ）と緑牛（アラマキ）が大将に就任する[31]。
- ルフィの懸賞金が4億ベリーに上がる[307]。
- タイヨウの海賊団とファイアタンク海賊団がビッグ・マム海賊団の傘下に入る[308]。
  - アラディンとプラリネが結婚[146]。魚人島がビッグ・マムの縄張りとなる[309]。
  - ベッジとシフォンが結婚し、息子のペッツが誕生[310]。
- 「ロッキーポート事件」が発生し、市民を守ったコビーが英雄と呼ばれるようになる[311]。黒ひげが王直を倒し、海賊島のボスになる。
- トラファルガー・ロー、バギー、エドワード・ウィーブルが王下七武海に加盟する[312]。
- ハンニャバルがマゼランに代わりインペルダウンの署長に就任[313]。
- ロブ・ルッチとスパンダムがCP-0に配属される[314]。
- キッドが赤髪海賊団との抗争で左腕を失う[150]。
- ビッグ・マム海賊団「スイート4将星」のスナックがウルージに撃破される。以降「3将星」となる[315]。
- ゴア王国の王と王子が死亡し、ステリーが新国王となる[316]。
- ウタがエレジア滅亡の真実を知る[121]（『ONE PIECE FILM RED』）。

### 最後の海 新世界編
現在ｰ
- 魚人島編
  - 麦わらの一味がシャボンディ諸島にて再集結[317]。
  - 新魚人海賊団とフライング海賊団が魚人島のリュウグウ王国に反乱を起こすが、麦わらの一味によって阻止される[318]。
- パンクハザード編
  - 麦わらの一味が新世界に進出[319]。
  - パンクハザードのシーザー・クラウンの研究所が壊滅する[320]。
  - 麦わらの一味・ハートの海賊団、およびキッド海賊団・オンエア海賊団・ホーキンス海賊団がそれぞれ海賊同盟を結成[321]。
- ドレスローザ編
  - ドレスローザにてドンキホーテファミリーが壊滅[322]。ドフラミンゴによる王制が崩壊し、リク家が王位に復帰[323]。ドフラミンゴとローが七武海の称号を剥奪される。麦わらの一味全員の懸賞金が上がる[324][注 8]。
  - 7つの団体[注 9]が麦わらの一味の傘下に入り、総勢5600人超えの「麦わら大船団」を結成[325]。
  - ゾウ編の17日前、ジャックがモコモ公国を襲撃。10日前にナミ達が「ゾウ」に上陸[326]。
- ゾウ編
  - ルフィ達が「ゾウ」に上陸[327]。打倒カイドウを目指し、光月家・ミンク族と「忍者海賊ミンク侍同盟」を結成する[328]。
  - 革命軍の本拠地「バルティゴ」が黒ひげ海賊団によって壊滅させられ、革命軍は総本部をカマバッカ王国に移す[329]。
- ホールケーキアイランド編
  - タイヨウの海賊団とファイアタンク海賊団がビッグ・マム海賊団の傘下から脱退する[330][331]。
  - ジェルマ王国が世界政府加盟国から除名される[329]。
  - 麦わらの一味とファイアタンク海賊団によるビッグ・マム暗殺未遂事件が発生し、ビッグ・マムの居城ホールケーキ城が崩壊[332]。ペドロが戦死する（32歳没）[129]。ルフィの懸賞金が15億ベリーに、サンジの懸賞金が3億3000万ベリー（「生死問わず」に戻る）に上がる[333]。
- 世界会議編・ワノ国編
  - 聖地マリージョアで「世界会議」が開催[334]。
    - 世界会議4日目、アラバスタ国王コブラ（50歳没）が死亡し[17]、王女ビビが失踪する。革命軍幹部と海軍大将藤虎・緑牛が衝突し、くまが解放される[335]。
    - 王下七武海制度が撤廃される[336]。
    - 革命軍が神々の地の食糧庫を破壊し、天竜人が深刻な食糧不足に見舞われる[337]。

  - 世界会議閉幕後、王の帰還を狙った「8か国革命」事件が起こる[335]。
  - アブサロムが黒ひげ海賊団に殺され（36歳没）、シリュウが新たな「スケスケの実」の能力者となる[338]。
  - 康イエ（トの康）が処刑される（71歳没）[339]。
  - 黒ひげ海賊団がアマゾン・リリーを襲撃し、コビーを拉致する。
  - ワノ国で年に一度の「火祭り」が開催[340]。
    - 黒炭オロチと百獣海賊団の体制が崩壊し、光月モモの助がワノ国将軍に就く[341]。アシュラ童子（56歳没）とイゾウ（45歳没）が戦死し[342]、ゲルニカ（42歳没）が殉職[110]。
    - カイドウとビッグ・マムが四皇の座から陥落し、ルフィとバギーが新たな四皇となる。ルフィ・キッド・ローの懸賞金がそれぞれ30億ベリーに上がり[343]、麦わらの一味全員の懸賞金が上がる[注 10]。
- エッグヘッド編
  - イムが古代兵器を使用し、ルルシア王国が消滅[344]。6日後、全世界に大規模な地震が発生し、世界中の海面が約1m上昇する[345]。
  - エルバフにてキッド海賊団が赤髪海賊団に敗れ壊滅する[346]。
  - 勝者島にてハートの海賊団が黒ひげ海賊団に敗北する[347]。
  - Tボーン（53歳没）がペペ王国の市民に殺害される[348]。
  - ミョスガルド聖（35歳没）がガーリング聖によって処刑される[349][49]。
  - ガープ率いる海軍がハチノスを襲撃しコビーを救出するも、ガープは黒ひげ海賊団に捕らえられる[350]。
  - 麦わらの一味がエッグヘッドに立て籠もったと報じられ、海軍がエッグヘッドにバスターコールを発令する[351]。Dr.ベガパンク「本体」が黄猿に致命傷を与えられ心肺停止[352]。ベガパンクによって、彼が「空白の100年」や古代兵器などについて語った映像が全世界に配信される。
    - 五老星科学防衛武神のジェイガルシア・サターン聖がイムに処刑され、フィガーランド・ガーリング聖が後任に就く[353]。
    - 巨兵海賊団が事実上の復活を果たし、船長であるドリーとブロギーの懸賞金が18億ベリーに上昇する[354]。
- エルバフ編
  - ガルテル島にて、赤髪海賊団の海賊旗を燃やした落とし前として、バルトロメオ海賊団の船がヤソップに沈められる[350]。
  - 麦わらの一味がエルバフに上陸[355]。エルバフを政府の指揮下に置くために、神の騎士団がエルバフを襲撃する[356]。

## 天暦によるアラバスタ王国史
ロビンがアラバスタ王国の歴史の本文を見て、クロコダイルに語った「嘘の」歴史。全てが嘘なのか、事実も含まれているのかは不明。
天暦239年
- カヒラによるアラバスタ征服。

天暦260年
- テイマーのビテイン朝支配。

天暦306年
- エルマルにタフ大聖堂完成。

天暦325年
- オルテアの英雄マムディンが…（以下不明）。